# Vertiente Artiguista
La Vertiente Artiguista (VA) és un partit polític socialdemòcrata de l'Uruguai. Integra la coalició del Front Ampli, actual força política governant.

## Història
La VA és la successora del moviment conegut com a Esquerra Democràtica Independent (Izquierda Democrática Independiente en castellà), el qual es va presentar a les eleccions generals de 1984 que suposaven el final de la dictadura cívico-militar (1973-1985). El 1989 va aparèixer per primer cop amb el nom actual i va comptar amb nombrosos membres escindits del Partit Demòcrata Cristià (PDC).
El 2011 es trobava representat al Parlament amb un senador i un diputat. Pel que fa al poder executiu, la VA comptava amb un ministre al gabinet del president José Mujica, el ministre de Treball i Seguretat Social Eduardo Brenta.

## Militants destacats
- Mariano Arana, intendent de Montevideo en dues oportunitats i ex-ministre d'Habitatge (2005-2008).
- María Julia Muñoz, ex-ministra de Salut Pública (2005-2010).